# Imperator: Rome
Imperator: Rome – gra z gatunku grand strategy wargame opracowana i opublikowana przez Paradox Interactive, która została wydana 25 kwietnia 2019 r. Jest sequelem gry Europa Universalis: Rome, wydanej przez Paradox w 2008 roku.

## Rozgrywka
Oś czasu gry rozpoczyna się w 450 r. AUC (304 r. p.n.e.) i obejmuje okres ustanowienia Cesarstwa Rzymskiego i wojen diadochów. Mapa rozciąga się od Półwyspu Iberyjskiego do Indii i obejmuje ponad 7 000 miast. Podobnie jak w poprzednich grach Paradox, można grać wszystkimi frakcjami obecnymi w grze. Gra oferuje różne funkcje, w tym zarządzanie postaciami, zróżnicowaną populację, nowe taktyki walki, tradycje wojskowe, różne typy rządów, barbarzyńców i bunty, handel i ulepszenia prowincji.

## Rozwój
Gra została opracowana przez Paradox Development Studio i wyreżyserowana przez Johana Anderssona. Została ogłoszona 19 maja 2018 r. Gra została wydana 25 kwietnia 2019 r. dla systemów Microsoft Windows, macOS i Linux. Imperator: Rome koncentruje się przede wszystkim na narodach i imperiach, z niewielkim naciskiem na zarządzanie postaciami jak w Crusader Kings II. Celem Anderssona było stworzenie przez Paradox nowoczesnej kontynuacji gry Europa Universalis: Rome. Podobnie jak w najnowszych grach Paradox Development Studio, Imperator: Rome został zbudowany przy użyciu silnika Clausewitz, ale z dodatkiem nowego oprogramowania znanego jako „Jomini” (nazwanego na cześć generała Antoine-Henri Jomini z XIX wieku), który pozwala na łatwiejsze i szybsze tworzenie modów.

## Odbiór
Gra otrzymała „ogólnie pozytywne recenzje”, według agregatora recenzji Metacritic. IGN pochwalił grę za jej głębię, „ilość szczegółowych, strategicznych rzeczy wtłoczonych w Imperator: Rome jest w równej mierze imponujący i zniechęcający”, krytykując interfejs użytkownika i narody plemienne. Recenzja pochwaliła także system polityczny gry, pisząc, że wojna polityczna między narodami jest „doskonałym motorem interakcji między postaciami”. PC Gamer opisał grę jako „łączącą systemy z najnowszych gier”, a jednocześnie „bardziej spójną niż kompilacja największych przebojów”. Sprzedaż gry przekroczyła oczekiwania Paradox mimo niższej niż spodziewana oceny użytkowników.